# Гаррісон (округ Грант, Вісконсин)
Гаррісон (англ. Harrison) — місто (англ. town) в США, в окрузі Грант штату Вісконсин. Населення — 529 осіб (2020).

## Демографія
Згідно з переписом 2010 року, у місті мешкало 495 осіб у 190 домогосподарствах у складі 152 родин. Було 200 помешкань
Расовий склад населення:
| - 96,8 % — білих - 0,4 % — вихідців з тихоокеанських островів - 0,4 % — азіатів - 1,0 % — осіб інших рас |

До двох чи більше рас належало 1,4 %. Частка іспаномовних становила 2,4 % від усіх жителів.
За віковим діапазоном населення розподілялося таким чином: 24,2 % — особи молодші 18 років, 60,6 % — особи у віці 18—64 років, 15,2 % — особи у віці 65 років та старші. Медіана віку мешканця становила 44,2 року. На 100 осіб жіночої статі у місті припадало 110,6 чоловіків;  на 100 жінок у віці від 18 років та старших — 111,9 чоловіків також старших 18 років.
Середній дохід на одне домашнє господарство  становив 84 659 доларів США (медіана — 73 750), а середній дохід на одну сім'ю — 93 280 доларів (медіана — 79 722). Медіана доходів становила 41 944 долари для чоловіків та 42 031 долар для жінок. За межею бідності перебувало 8,3 % осіб, у тому числі 6,0 % дітей у віці до 18 років та 7,5 % осіб у віці 65 років та старших.
Цивільне працевлаштоване населення становило 252 особи. Основні галузі зайнятості: освіта, охорона здоров'я та соціальна допомога — 23,8 %, виробництво — 16,3 %, сільське господарство, лісництво, риболовля — 16,3 %.